# 安場家
安場家（やすばけ）は、武家・士族・華族だった家。江戸時代には肥後国熊本藩細川家の家臣であり、維新後には明治政府高官安場保和を輩出し、その勲功により華族の男爵家に列した。

## 歴史
江戸時代には肥後国熊本藩細川家の家臣の家系だった。家紋は三ツ矢筈。江戸時代中期の当主安場一平は忠臣蔵で著名な大石内蔵助の切腹の際に介錯を務めた人物である。その子孫である幕末から明治期の当主安場保和は横井小楠の門下生であり、戊辰戦争で官軍に従軍して戦功を挙げ、明治2年に賞典金300両が下賜された。維新後明治政府の高官となり、明治4年には大蔵大丞、租税頭権に就任し、岩倉使節団にも同行して欧米を視察。帰国後福島県令、愛知県令、元老院議官、参事院議官、福岡県知事、愛知県知事、北海道庁長官などを歴任。
保和は勲功により明治29年5月に華族の男爵に叙せられた。末喜（旧熊本藩士下津休也の五男）が養子に入って爵位を継ぎ、印刷局技師、東肥製紙会社技師長、台湾総督府製紙事業取調事務嘱託、台湾東製糖会社社長などを歴任し、後に貴族院の男爵議員にも当選した。
その子保健も様々な企業の重役を務めた後、貴族院の男爵議員に当選して務めた。彼の代に安場男爵家の邸宅は東京市芝区三田松阪町にあった。その子保雅は大石内蔵助が使用した皮子、火鉢、介錯の刀、遊春盃、野行厨他を伝承し、全国義士会連合会の会長を務めていた。